# Bataille de Jebsheim
Seconde Guerre mondiale
Batailles
Front d'Europe de l'Ouest
- Campagnes du Danemark et de Norvège
- Bataille de France
- Bataille de Belgique
- Bataille des Pays-Bas
- Bataille d'Angleterre
- Blitz
- Opération Myrmidon
- Opération Ambassador
- Raid de Dieppe
- Sabordage de la flotte française à Toulon
- Bataille aérienne de Berlin
- Bataille de Normandie
- Débarquement de Provence
- Libération de la France
- Campagne de la ligne Siegfried
- Bataille du Benelux
- Poche de Breskens
- Bataille des Vosges (Bruyères)
- Bataille des Ardennes
- Bataille de Saint-Vith
- Siège de Bastogne
- Opération Bodenplatte
- Opération Nordwind
- Campagne de Lorraine
- Bataille d'Alsace (Forêt de la Hardt, Poche de Colmar Jebsheim)
- Campagne d'Allemagne
- Raid de Granville
- Libération d'Arnhem
- Bataille de Groningue
- Insurrection géorgienne du Texel
- Bataille de Slivice
- Capitulation allemande

Front d’Europe de l’Est

Campagnes d'Afrique, du Moyen-Orient et de Méditerranée

Bataille de l’Atlantique

Guerre du Pacifique

Guerre sino-japonaise

Théâtre américain
La bataille de Jebsheim, parfois appelé « le Verdun alsacien », intervient lors de la libération de la France, du 22 au 30 janvier 1945, dans le cadre de la bataille de la poche de Colmar, durant la Seconde Guerre mondiale. 

## Contexte
À la mi-janvier 1945, le général de Lattre de Tassigny, bénéficiant d'un soutien aérien substantiel des Américains et de renforts des unités américaines, décide de mettre un terme à la situation à Colmar.

Le jour J est fixé au 20 janvier 1945.

Le 1er régiment de chasseurs parachutistes, regroupé à Obernai, rejoint Guémar et s'insère dans le dispositif tactique de la 5e division blindée commandée par le général de Vernejoul.

## La bataille
Le 20 janvier, avec une température de −20° et jusqu'à 25 cm de neige, le 1er corps d'armée français lance la première attaque, bien soutenu par 102 batteries d'artillerie. Deux jours plus tard, le 2e corps d'armée entre à son tour en action. Les Allemands tiennent fermement le verrou de Colmar. Le général De Lattre engage un troisième corps d'armée dans la bataille.
Le 22 janvier, les parachutistes du 1er RCP commandés par le lieutenant-colonel Jacques Faure, renforcés par des éléments du 254th Infantry Regiment de la 63e division d'infanterie américaine et des blindés du Combat Command n°6 de la 5e DB reçoivent pour mission principale de prendre Jebsheim, position clé située au nord-est de Colmar. Ils attaquent dans une tempête de neige en direction du moulin de Jebsheim défendu par des soldats allemands motivés de la 30. SS-Waffen-Grenadier-Division et de la 2e division de montagne appuyés par des chars camouflés,.
Après avoir mené une âpre lutte autour du moulin de Jebsheim, les parachutistes, les chasseurs d'Afrique du Combat Command et les GI's parviennent à s'en emparer le 25 janvier,.
Le 27 janvier, le 1er RCP repart à l'assaut renforcé par les légionnaires du régiment de marche de la Légion étrangère et des fantassins américains. Les combats sont âpres et incertains, les premières habitations de Jebsheim, transformées en forteresse, sont prises une à une après de violents corps-à-corps. Mais, par une température de −23°, les Allemands contre-attaquent, on se bat à l'arme légère, à la mitrailleuse, à la grenade, au bazooka.
Le 28 janvier, les Allemands finissent par lâcher prise et évacuent Jebsheim et leurs blindés, jusque-là embossés à l’abri des regards alliés, décrochent un à un, poursuivis par l'artillerie alliée. La ville est libérée, mais les paras Français se camouflent en défense car l'artillerie allemande continue d'entretenir une pression constante.
Le 29 janvier, après une nouvelle préparation d'artillerie, profitant du brouillard, 136e Gebirgsjagerregiment et les Jagdpanther du 654e Panzerjagerabteilung, lancent une attaque obligeant les légionnaires, les paras du 1er RCP et les GI's du 254e à céder la partie sud de Jebsheim. En milieu d'après-midi ils poursuivent leur attaque, mais la défense tient et ils sont bientôt obligés de reculer et finissent par abandonner la totalité du village.

Le 30 janvier, définitivement maitres de Jebsheim, qui n'est plus qu'un tas de ruines, les démineurs du génie assainissent lentement le village, que l'occupant avait truffé de tellermine.

## Bilan
Lors de cette bataille environ 500 Allemands ont été tués et un millier ont été faits prisonniers.

Les alliés déplorent la perte d'environ 300 hommes,.
La route de Colmar est ouverte. Le 2 février, le 1er régiment étranger de cavalerie se regroupe et fonce vers Colmar immédiatement suivi par le 1er RCP.